# Jamus FC
El Jamus FC es un equipo de fútbol de Sudán del Sur que juega en la Liga Premier de Sudán del Sur, la primera categoría nacional.

## Historia
Fue fundado en el año 2004 en capital Yuba, Sudán del Sur como equipo aficionado hasta la independencia de Sudán del Sur. En la temporada 2023/24 se convirtió en el primer equipo que no juega en el Campeonato Nacional de Sudán del Sur en ganar la Copa de Yuba y clasificar a la fase nacional de la Copa de Sudán del Sur. En la fase nacional llena de situaciones raras, el Jamus FC venció en penales al El-Merreikh Bentiu, quien lo había derrotado en la fase de grupos, y pasó a ser el primer equipo de categoría inferior en ganar la Copa de Sudán del Sur.
El club clasificó a la Copa Confederación de la CAF 2024-25, su primer torneo internacional, donde fue eliminado en la primera ronda por el Stade Tunisien de Túnez.

## Palmarés
- Campeonato Nacional de Sudán del Sur: 1

2025
- Copa de Sudán del Sur: 2

2024, 2025
- Copa de Yuba: 1

2023

## Participación en competiciones de la CAF
| Temporada | Torneo                       | Ronda         | Club           | Casa | Visita | Global |
| --------- | ---------------------------- | ------------- | -------------- | ---- | ------ | ------ |
| 2024/25   | Copa Confederación de la CAF | Primera ronda | Stade Tunisien | 0-1  | 0-4    | 0-5    |